# Видобуток благородних металів у добу античності
Видобуток благородних металів у добу античності

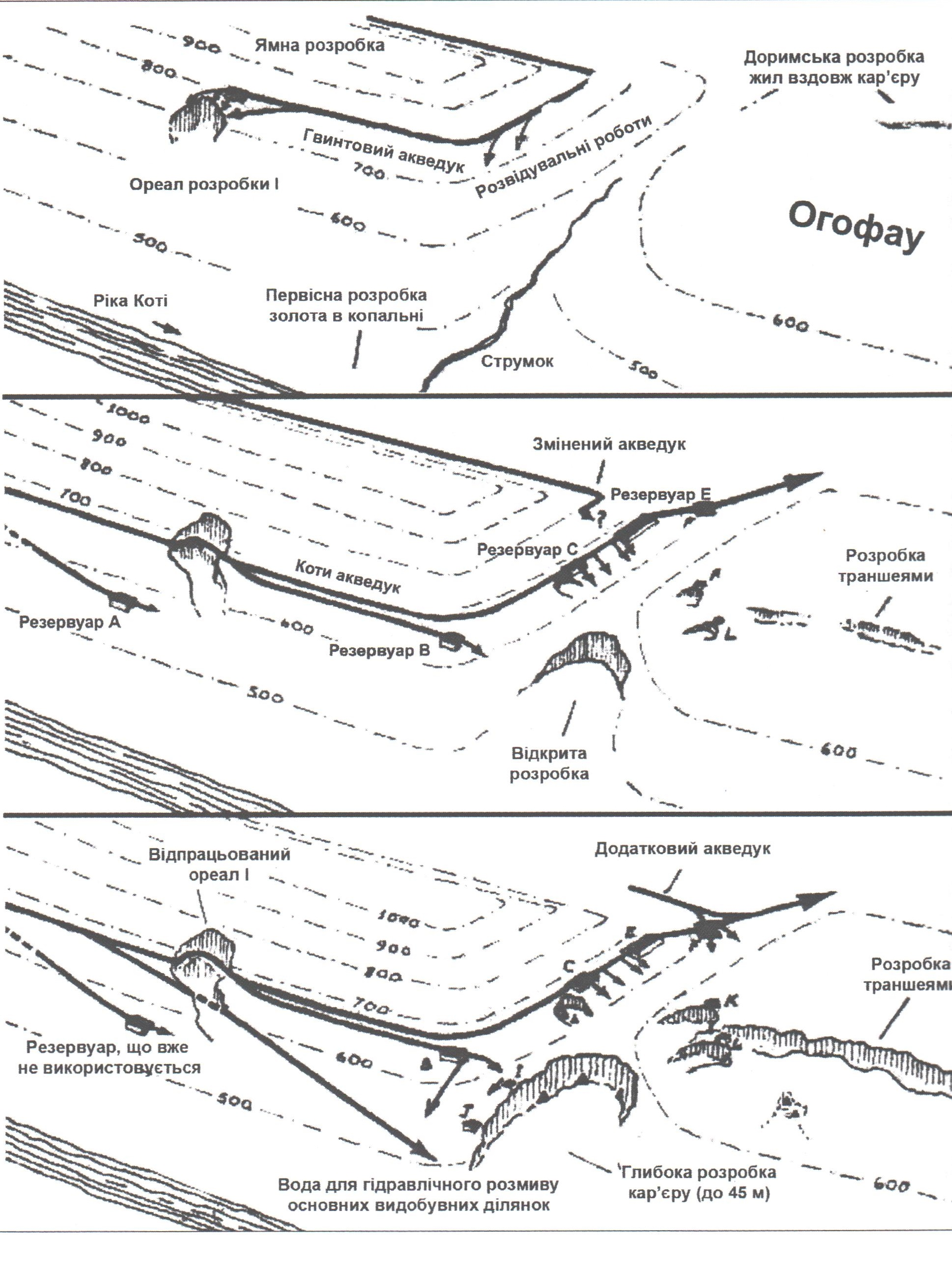
Схема римської розробки родовища Долокоті, територія нинішньої Англії.

## Історична географія видобутку благородних металів в античну добу
Широка розробка золота та срібла на території Європи розпочалася з I тис. до Р. Х. Організацію видобутку і торгівлю дорогоцінними металами значною мірою контролювали «володарі морів» фінікійці (Карфаген, Піренейській півострів, острови Середземного моря) та греки (Південні та Східні Балкани, західна частина Малої Азії, острови Егейського моря), в добу пізньої античності — римляни.
У ранню античну добу запроваджено широкий обіг дорогоцінних металів (електруму, золота та срібла) як грошей, що стало важливим кроком у розвитку цивілізації. До того існував дещо іншій спосіб товарних відносин. Так в «Іліаді» Гомера (опис подій XIII ст. до Р. Х.) читаємо: «…платив хто залізом, хто сяйною міддю, хто ж і бичачими шкурами, хто і самими биками або рабами — людьми». Це було складно, громіздко, не завжди рівнозначно. Коли поділ праці дозволив виробляти дедалі більше речей обміну, пошуки товарного еквівалента привели до золота і срібла. Їх достатньо стабільна покупна спроможність пояснюється дуже обмеженими можливостями людей збільшувати кількість цих металів (відносна рідкість родовищ та величезна трудомісткість робіт по їх розробці). Дорогоцінні метали забезпечили зручний і надійний спосіб товарообміну, що значно розвинуло торгівлю, обмін культурними здобутками та технічними досягненнями на величезних просторах ойкумени.
Досвід видобутку благородних металів підсумував римський історик Пліній, який тривалий час керував розробками золота в Іберії . Він свідчить: «Золото видобувають у відомих нам країнах трьома способами. Перший — у вигляді дрібних часток, як то в річках Тахо в Іспанії, Паді в Італії, Гебі у Фракії, в Пактолі в Азії та в Гангу в Індії. Й ніяке золото чистішим за це не буває, тому що воно від самого волочіння й обтирання пресвітлий отримує блиск. Другий — викопують золото із ям в копальнях чи в руїнах гір. Ті, хто шукають золото, перш за все знімають кірку, так званий „покажчик золота“. На цьому місці викопують рів. Пісок промивають і по осаду роблять висновок про його достоїнство… Золото, що видобувають в шахтах, називають жильним. І лежить воно у мармуровому хрящі, пронизує тріщинками мармур… У всякому золоті знаходиться срібло, але в різних кількостях. Коли в золоті міститься п'ята частина срібла, то називається воно електрум».
Виходячи з опису Плінія, можна стверджувати, що в античному світі широко застосовувались технології видобутку золотих розсипів шляхом промивки дрібноуламкових порід золотоносних річок; розкопів старих русел річок і видобутку золотоносних дрібноуламкових порід з деякої глибини (з наступною промивкою); а також шахтні розробки рудних жил у гірських масивах.
Античні свідоцтва найбільш раннього видобутку дорогоцінних металів походять з Малої Азії, «звідки вихід срібла неприпинний» (Гомер «Іліада»). Одним з найбільш відомих центрів розробки золота й срібла була Лідія, яка виникла після падіння Хетської держави на території її області Ассува (сучасна Західна Туреччина). Лідійський цар Гігес (VII ст. до Р. Х.) започаткував карбування одних з перших монет з електруму (природного золотосрібного сплаву). Статер Гігеса мав овальну форму із зображенням Лева — геральдичного символу столиці Лідії міста Сарди.
Геродот у своїй «Історії» пише: «Природними пам'ятками, як інші країни, Лідія не відзначена, крім, можливо, золотого піску, який приносить течія річки Тмол… Першими з людей вони (лідійці — авт.), наскільки нам відомо, почали карбувати й уживати золоту та срібну монету і вперше зайнялися дрібною торгівлею. Самі лідійці стверджують, що й ігри (олімпійські — авт.), які зараз існують у них і в еллінів, — їх винахід».
Видобуток золота й електруму в Лідії проводили у піщаних розсипах річок Тмол, Пактол і Герма, а також у гірських масивах Тмолу й Сипіли. З золотоносним Пактолом пов'язано багато легенд, зокрема міф про царя Мідаса, який випрохав у бога Діоніса можливість перетворювати в золото все, до чого б торкалося його тіло. Через деякий час, накопичивши гори золота, Мідас зрозумів, що його доля — вмерти голодною смертю (їжа, до якої торкалися його руки або губи, перетворювалася на жовтий метал). І тоді Мідас став прохати Діоніса позбавити його ненависного золота і цього страшного дару. Бог змилувався над царем і дозволив змити з себе гріх жадоби у водах Пактолу, який став з тих пір золотоносним. Ця легенда дозволяє уточнити час відкриття розсипів Пактола — Мідас царював в середині VIII ст. до Р. Х.
Головним центром розробки срібних та свинцевих руд у Давній Греції був Лавріон (південно-східний край Аттики), який здобув славу найвеличнішого родовища Давнього Світу. Археологічні джерела свідчать про початок експлуатації рудників ще у мікенський період (поряд з рудниками виявлені сліди мікенських поселень). Це збігається з даними Г. Агріколи, який писав: «Четвертий король Аттики наказав, щоб раби добували срібну руду з гори Лавріон. Він почав царювати за 307 років до захоплення Трої Неоптолемом». Таким чином, можна стверджувати, що експлуатація Лавріону розпочалася у середині II тис. до Р. Х., але найбільш масштабні гірничі роботи проводились у античну епоху, починаючи з VI ст. до Р. Х. Перша письмова згадка про лавріонські родовища збереглася у Геродота й датована 480 р. до Р. Х. Давньогрецький історик Ксенофонт писав про Лавріон: «Те, що рудники розробляють дуже давно, відомо всім, та ніхто навіть не спробував визначити, в які часи приступили до цього».
Невисокі гори Лавріону складені пластами вапняку та сланцю різної товщини, в контактах яких залягає срібловмісний сульфід свинцю (галеніт). Виходи двох рудних пластів на поверхню були виявлені ще у епоху бронзи. Первісна розробка передбачала розкриття покладів ямами та траншеями, більш пізніша — за допомогою штолень і шахтних стволів . На межі VII—VI ст. до Р. Х. пошуковими шахтами були розвідані нижні рудні поклади, що зробило Лавріон головною дорогоцінністю Аттики.
Розкриття рудного тіла зазвичай здійснювали наступним способом. По чотирьох кутах відведеного рудного поля споруджували чотири стволи. Після перетину вертикальними виробками рудоносної жили, виявляли її положення в надрах і закладали штольні та штреки. Оскільки поклади галеніту не мали правильної форми (не залягали у горизонтальній площині), то виробки споруджувалися зі змінними (вниз і вгору) похилими напрямками, що було можливим завдяки відсутності значного водопритоку. Для скорішого виявлення багатих рудних тіл по жильному контакту проходили випереджальний розвідувальний штрек (цей метод впроваджено з V ст. до Р. Х.).
На рудниках Лавріону була пройдена значна кількість гірничих виробок, уявлення про які дають сучасні реконструкції, зроблені за матеріалами натурних досліджень (рис…). Сумарна довжина лазів, штолень і штреків понад 150 км, а їх розміри були незвично малі (висота дорівнювала від 0,6 до 1,2 м). В окремих виробках (на найбільш небезпечних ділянках) застосовували дерев'яні стояки або рами. Великі рудні тіла розробляли камерним способом, причому окремі камери сягали об'ємів десятків тисяч кубічних метрів. При відпрацюванні значних рудних лінз для забезпечення стійкості покрівлі споруджували опірні конструкції із кам'яної кладки.
Загальна кількість вертикальних стволів сягала 2 тис., а їх глибина була зазвичай від 35 до 120 м. Розміри прямокутних перерізів шахтних стволів знаходились у межах від 1,3х1,9 до 1,9×2 м. Значна частина вертикальних виробок мала пошукове призначення (виявлені численні стволи, які не потрапили на рудну лінзу чи жилу, й були залишені без навколоствольних виробок). Про пошукові роботи Ксенофонт відзначав: «Той, хто знайшов добру розробку ставав багатим, а той хто не знайшов — втрачав все що вклав, тому, зважаючи на таку небезпеку, мало є охочих йти на це».
Малі розміри й змінні кути нахилу виробок виключали можливість використовувати колісний транспорт (тачки) для транспортування руди. Пліній свідчив: «Гірники видають шматки вдень і вночі, передаючи їх у темряві один одному: денне світло бачать лише ті, хто стоїть біля входу». Крім видачі руди штольнями (грудками, або у корзинах), застосовували підйом по стволах. І тут гірники виносили копалини на собі (в мішках), підіймаючись по видовбаним у контурі ствола сходам. Невеликі притоки шахтної води вичерпували з водозбірників відрами, які підіймали на поверхню. На гірничих роботах застосовували ручний інструмент: залізні молоти, кайла, клини, лопати, а також шкіряні мішки й корзини для транспортування руди.
На поверхні руду подрібнювали залізними товкачами (вручну) до розміру горошин та розмелювали на млинах. Оброблена таким чином руда промивалася в особливих гідротехнічних спорудах (рис…), а для збирання води утворювали спеціальні водні резервуари . Наступною операцією після промивання було обпалення руди, після чого здійснювали виплавку срібла . Отриманий метал ішов на карбування монет і виготовлення сакральних та ювелірних виробів. За загальними оцінками в Лавріоні було видобуто близько 100 млн т руди, з якої витоплено 8,4 тис. т срібла й до 2-х млн. т свинцю. Давні відвали металургійних шлаків, що сягали сумарного обсягу понад 1,5 млн т і містили значні залишки кольорових металів, були перероблені металургами нового часу (промислове використання шлаків почали у 1864 р.).
Рудники Лавріону заклали підвалини добробуту Афін, склавши матеріальні передумови розвитку великої культури Давньої Греції. Щорічно кожний громадянин Афін отримував із видобутого в Лавріоні срібла 10 драхм, що забезпечувало його безбідне існування протягом кількох місяців. Для зручності сплати цієї суми в V ст. до Р. Х. почали карбувати славетні афінські тетрадрахми. На аверсі монети зображували богиню мудрості Афіну, на реверсі — священного птаха богині, сову під оливою (рис…). Ці монети, що називалися «совами», отримали широке розповсюдження у тогочасній світовій торгівлі. Успіхи грецького полісу зазвичай підкреслювали фразою Аристофана: «Не варто везти сов у Афіни» (тобто, тут не бракує свого багатства та мудрості).
Рудники Лавріону суттєво вплинули на формування податкової системи Афін, особливість якої передбачала відмову від прямого оподаткування. Доходи поліса формувалися з рентних платежів: частина видобутого срібла роздавалася громадянам Афін за визначеною нормою, а інша частина становила централізований фонд («бюджет»).
Яскравим прикладом функціонування Афінської демократії залишається описаний Геродотом епізод створення полководцем Темістоклом військового флоту для морської боротьби з Персією. Темістокл звернувся до мешканців Афін з проханням на один рік відмовитися від призначених кожному громадянину доходів з Лаврійських рудників. Люди добровільно пішли на цю економічну пожертву, флот був створений і отримав історичну вікторію поблизу острова Саламіна.
Відзначимо, що Лаврійські рудники віддавалися в оренду найбільш шанованим, відомим своєю порядністю громадянам Афін, причому імена офіційних орендаторів щорічно викарбовували на кам'яних стелах, які виставлялися на ринкових площах. Це забезпечувало «прозорість» організаційної структури, підвищувало відповідальність орендарів перед громадянами, відкривало можливість контролю діяльності промисловців мешканцями Афін.
На перших етапах гірництво й металургія Лавріону знаходились головним чином у руках дрібних вільних артілей, які наймалися до орендарів і проводили гірничі розробки. Кількість гірників Аттики була настільки значною, що вони становили окрему касту, поряд із рільниками та купцями. Про рудокопів Аттики, як складний, ієрархічний клан згадував давньогрецький історик Плутарх. В подальшому основною робочою силою в Лавріоні стали раби (рис…), кількість яких в періоди найбільш інтенсивної експлуатації родовища сягала 30—35 тисяч. При цьому, за згадкою Ксенофонта, «роботи було завжди більше, ніж робітників».
У другій половині IV ст. до Р. Х. виняткове значення Лавріонських рудників було втрачене, чому сприяло як відпрацювання найбільш багатих місцевих руд, так і завоювання Македонією Фракії (Східні Балкани), потужні родовища якої стали новим центром розробки благородних металів. Коли Афіни були завойовані Олександром Македонським, вони були позбавлені права карбувати свою монету. Лавріонські рудники поступово зменшували видобуток і були значною мірою відпрацьовані до початку нашої ери. Історик Страбон вказував, що в цей час в Аттиці розпочали повторну плавку старих металургійних шлаків. Це свідчить про вичерпання первісних рудних родовищ, а також про розвиток технологій витопу металів.
Від Геродота до нас дійшло кілька згадок про гірництво Фракії, в тому числі про знамениті Пангейські рудники (Південно-Західна Фракія). Описуючи похід Ксеркса проти греків, Геродот відзначає: «Тут він ішов мимо самих міст, залишаючи справа Пангей, велику й високу гору із золотими та срібними рудниками». Кілька невдалих спроб оволодіти рудниками Пангею і золотими розсипами річки Стримон здійснили Афіни, але військові успіхи у захопленні Фракії сприяли Македонії. Видатний дослідник історії науки В. І. Вернадський відзначав: «Золоті рудники Пангею заклали підвалини могутності Македонії. Ці давні рудники були захоплені Філіпом II; розробка їх була проведена дуже енергійно, відразу ж дала багато золота, але достатньо швидко призвела до їх істотного виснаження». Під час царювання Філіпа II були відкриті багаті золоті родовища в районі Креніди (перейменованої у Філіпи), на схід від гори Пангей. З цього золота почали карбувати статери Філіпа II, а пізніше — статери його сина Олександра Македонського, які отримали світове розповсюдження. На вершині гори Пангей, згідно давньогрецьким міфам, поховано тіло легендарного фракійського поета, пісняра, «винахідника музики» Орфея, що свідчить про широку відомість цієї рудної гори в Егейському світі. Римський поет Лукрецій у своїх творах багаторазово згадував фракійський рудник Скаптегіла, який вважав одним із найбільш потужних.
Поруч з Аттикою та Фракією, важливим центром гірництва й металургії Еллади був острів Сіфнос. Декілька античних авторів залишили свідоцтва про гірничі розробки цієї острівної держави. Геродот пише: «Сіфнос тоді процвітав і був найбагатшим з усіх островів. Тут були золоті й срібні рудники, такі багаті, що на десятину доходів з них сіфнійці звели одну з найбільш помпезних скарбниць. Щорічно громадяни острова розподіляли доходи з рудників поміж собою». Цікаве також свідчення Павсанія у «Описі Еллади»: «На острові Сіфносі були золоті розробки, і Бог велів десяту частину доходів відвозити у Дельфи; тому сіфнійці збудували там храм-скарбницю й стали відвозити туди десятину. Але коли вони із жадібності перестали давати данину, то сталася повінь, яка знищила їх розробки». При дослідженнях острова англійським археологом Бентом, на березі моря були виявлені сліди давніх виробок і достатньо протяжна штольня, в якій знайдені знаряддя праці давніх гірників. В боках штольні були утворені ніші для ламп рудокопів, а ззовні, недалеко від входу у виробку знайдені плавильні печі й залишки шлаків. Бент дослідив морське дно поблизу берега й також виявив ознаки витопів і шлаків. Це підтвердило можливість природної катастрофи, в результаті якої більша частина гірничих розробок була затоплена. Найбільш успішні гірничі роботи провадили на Сіфносі у VI ст. до Р. Х., свідченням чого було карбування власних монет (дідрахм).
Значну відомість досконалими ювелірними виробами здобули етруски, які у VII—IV тис. до Р. Х. вели розробки благородних металів у північно-західній частині Апеннінського півострова, зокрема у річці Пада та її притоках (не виключено, що частину золота етруски отримували від кельтів). Всеохопний захват викликають гранульовані («зернинні») прикраси етрусків, які утворені шляхом викладення тисяч найдрібніших золотих кульок (діаметром близько 0,2 мм) на мідні пластини з формуванням химерних візерунків . Для всіх залишалося загадкою, як закріпити золоту крупинку на мідній пластині, не розтоплюючи її при цьому? Секрет було розкрито тільки у 1933 р. Не менш вражаючими були досягнення етрусків у зубопротезній техніці й виготовленні золотих коронок та мостів (рис…). Якість цих виробів, більшість з яких датують серединою I тис. до Р. Х., вражає навіть сучасних дантистів. Ці досягнення свідчать про опанування етрусками багатьох властивостей благородних металів та секретів їх металургії (зокрема спаювання) й подальшої філігранної обробки.
Загальну уяву про гірничі й металургійні роботи часів античності дає розлогий опис давньогрецького письменника Агатархіда (II ст. до Р. Х.), який спостерігав єгипетські рудники часів правління грецької династії Птолемеїв. Наведений уривок з його праці подано за пізнішим цитуванням Діодора Сицилійського:
«На краю Єгипту, на кордоні Аравії та Ефіопії знаходиться країна, що рясніє золотими рудниками, з яких великими витратами й тяжкою працею видобувають цей метал. Земля чорного кольору наповнена прожилками мармуру дивовижної білизни, уламки яких перебільшують своїм блиском усі природні продукти.
В цій землі велика кількість робітників під наглядом відповідальних за рудничні роботи видобувають золото. Цими робітниками здебільшого є засуджені злочинці, військовополонені й люди, що часом помилково переслідуються й у нападі гніву були кинуті у темницю. Тут також різні групи нещасних, яких царі Єгипту за звичаєм засилають у золоті рудники, іноді самих, іноді з усією їх родиною, як для того, щоб помститися їм за лиходійство, так і для того, щоб здобути великі доходи із плодів їхнього поту.
Знедолених, яких таким чином залучають у великій кількості до гірничих робіт, примушують до праці удень і вночі без відпочинку та охороняють з особливою ретельністю, що відбирає усяку надію на втечу.
Ось як виглядають способи, що використовують на рудниках. Найбільш тверду частину землі, що вміщує золото, піддавали сильному вогню, що призводило до її розтріскування, після чого її обробляли вручну. Скеля послаблялася таким же чином, і коли вона приводилась в стан, що підлягав дії помірного зусилля, тисячі нещасних, про яких ми говорили, руйнували її за допомогою тих самих залізних інструментів, що зазвичай використовують при різанні каменю.
…Серед бідаків, засуджених на це пекельне життя, найбільш міцні зайняті руйнуванням залізними кирками твердої, як мармур, скелі й використовують для цієї роботи тільки міць свого тіла, без усякого мистецтва. Виробки, які вони споруджують, йдуть не по прямій лінії, а в напрямку жили цього блискучого каменю. Оскільки робітники у створених лабіринтах знаходяться у темряві, вони носять прив'язані спереду запалені світильники. Крім того, в залежності від властивостей порід, які їм зустрічаються, вони змушені при руйнуванні й обрушенні відбитих уламків часто змінювати положення свого тіла в вузьких лазах. Так виглядає цей найтяжчий труд, який вони виконують безперервно, силувані наглядачами, що обсипають їх ударами.
Діти, що не досягли зрілості, проникали через лабіринти ходів у вибої, збирали відбиті уламки каменю й виносили їх на собі з виробок. Ті, хто був віком старший тридцяти років, брали необхідну кількість уламків й подрібнювали їх у кам'яних ступах залізними товкачами до тих пір, поки вони не зменшувались до розмірів горошини. Поблизу них знаходились діти та старі, які отримували ці дрібні камені й кидали їх під послідовно розташовані жорна, причому двоє або троє з них обертали ці жорна до тих пір, поки мливо з каменів не перетворювалось в тонкий пил, подібний до пшеничного борошна.
…Наприкінці, люди досвідчені у виробленні металу брали товчений камінь і закінчували справу: спершу на широкій і трохи нахиленій дошці розкладували розтертий у порошок камінь, а потім розмішували, поливаючи водою. Частина його, що містить землю, розмивається водою й стікає по нахиленій дошці, а золото, завдяки своїй вазі, залишається на дошці. Вони повторювали цю операцію кілька разів, злегка розтираючи речовину руками, до тих пір, поки на дошці не залишалися тільки крупинки золота.
Інші отримували відому кількість цих крупинок, які видавали їм на вагу, поміщали їх у посудини з пористої глини й змішували їх зі шматками свинцю, вага якого була пропорційна кількості крупинок золота. Сюди ж додавали невелику кількість солі, олова та ячмінних висівок. Після цього посудини закладали глиною й ставили у піч на п'ять днів і ночей без перерви. Потім посудини витягали з вогню й залишали охолоджуватися. І після того, як їх відкривали, то знаходили абсолютно чисте золото, яке дуже мало втратило у вазі».
Технологія очищення золота від домішок за допомогою свинцю та висівок (або соломи) була відома ще з II тис. до Р. Х. і полягала у реагуванні розплавлених домішок і окисненого свинцю, продукт цього реагування разом вилучали із розплаву. Процес був подібний до відомої купеляції срібла, тобто виділення його у чистому вигляді при окисному плавленні із свинцем.
Характеризуючи розробки дорогоцінних металів еллінами, слід відзначити, що культ розкоші та марнотратства був чужий давньогрецькому суспільству. Золото й срібло Еллади (ювелірні вироби, дорогоцінний посуд, статуетки, рідкісна парадна зброя) значною мірою відбивало естетичне й релігійне сприйняття життя й обмежувалось суспільним відчуттям міри. Основна маса срібла йшла на карбування монет, які достатньо демократично розподілялися між усією громадою.
Інші виміри мало золото в Давньому Римі, де воно стало не тільки основою фінансової системи та матеріалом ювелірів, але й засобом накопичення фантастичних багатств, перетворених силою держави в право й можливість розпоряджатися долями людей. В зв'язку з цим надмірна розкіш римської знаті отримала особливий смисл елітарної вищості одних над іншими, була пов'язана з гордовитим прагненням до пишноти, слави й пошани. Золоті статуї в повний зріст; дахи імператорських палаців, вкриті листовим золотом; золоті ясла для коней; тритонна золота корона (дарунок Іберії Клавдію) та інші «дрібнички» переповнювали «ярмарок марнославства» Риму. Римський філософ Сенека, вихователь Нерона, нарікав на свій час: «У нас тепер дійшло до того, що стало непристойним жити без величезної кількості золотого й срібного начиння: посудин, зроблених із матеріалів, яким надає цінності лише примха купки людей». І все це на тлі практично нескінченних війн, небаченої раніше експлуатації рабів, помітного застою в розвитку технологій. За оцінками англійського дослідника історії техніки С. Ліллі, в рабовласницькому Римі «скоротилося навіть використання тяглової сили…, роботу тварин виконували раби».
Оцінюючи римські розробки золота В. І. Вернадський відзначав: «Імовірно найбільше значення серед золотих розробок римської епохи мали родовища Піренейського півострова. Величні розробки у Південній Португалії та Іспанії описані ще Плінієм. Тут при римлянах видобували до 2900 кг золота річно». Зараз виявлені два давніх потужних центри видобутку дорогоцінних металів, які розташовувались у південній і північно-західній частині Піренейського півострова.
Південні родовища поліметалів Іберійського піритного поясу являли собою потужну свиту штокоподібних покладів, що розміщувалися в крихких пісковиках і простягалися від сучасної Севільї в північно-західному напрямку за кордон Португалії. Вони утворювали групи потужних рудників Ріо Тінто, Гуелва, Лінарес (Іспанія) та Альюстрель і Сан Домінго (Португалія). «Насправді до нашого часу ніде на землі не знаходили стільки золота, срібла, міді та заліза в природному стані й такого достоїнства», — писав про ці родовища на початку нашої ери Страбон.
Вважають, що підземні скарби Південної Іспанії були виявлені ще експедиціями Давнього Єгипту, але сталі розробки розпочалися під час панування фінікійців (з XI ст. до Р. Х.) і продовжувалися з перервами протягом тисячоліть . Фінікійські розвідники надр просувалися вгору по річці Ріо Тінто («Річка Червона»), води якої від розмитих вохр залізної шляпи навіть зараз мають насичений рудий колір, що само по собі слугувало важливою пошуковою ознакою рудних покладів. Виявлені сліди прадавніх гірничих розробок і багаті мінералогічні знахідки дозволили фінікійцям заснувати тут золоті, срібні та мідні рудники.
Природні особливості цього непересічного родовища описав відомий геолог і письменник В. А. Обручев: «Родовище Ріо Тінто являє собою антикліналь довжиною 7 км й шириною 1 км. Руди масивні й штокверкові. Масивні руди довжиною в декілька кілометрів і товщиною до перших десятків метрів утворюють поклад у крилі антикліналі. Замкова частина антикліналі зрізана ерозією. Штокверкові руди, які відпрацьовують кар'єром, залягають в осередді антикліналі; вони утворюють ділянки довжиною у сотні метрів і простежуються до глибини 300 м».
Згідно з античними джерелами, видобуток місцевих металів довгий час контролювався царством Тартес, яке було підкорене близько 500 р. до Р. Х. Карфагеном. На думку Г. Агріколи, «фінікійці відкрили родовища Іспанії, а карфагеняни почали їх широку розробку». Однією з причин Пунічних війн між Римом і Карфагеном були багатства надр Іспанії. Не дивлячись на славетні перемоги карфагенського полководця Ганнібала (до речі, одноосібного власника найбільших іспанських рудників), результат Пунічних війн виявився на користь Римської Імперії, до якої відійшли поліметалічні родовища Іспанії. Як відзначав вельми авторитетний «Історичний нарис розвитку гірничого промислу» (1866 р.): «Славнозвісні мідні рудники Андалузії дісталися римлянам від переможених карфагенян у найбільш процвітаючому стані». Дуже швидко основним предметом видобутку стали тут дорогоцінні метали.
Про обсяги гірничих робот на півдні Іспанії свідчать виявлені тут відвали з сотнями тисяч тонн пустої породи, відходів, шлаків. Цікаві археологічні знахідки, зокрема знаряддя праці гірників античності, також підтверджують римські розробки. У Лінаресі (Андалузія) був виявлений знаменитий кам'яний барельєф із зображенням гірників римської доби . На ньому втілені вісім шахтарів у повний зріст, що просуваються у два ряди по достатньо високій гірничій виробці (можливо, камері). Один з гірників тримає кайло. Позаду йде майстер з кліщами та світильником.

## Технології видобутку благородних металів у античну добу
У Віпасці та Альюстрелі в 1876 і 1906 рр. у давніх шлакових відвалах були знайдені бронзові пластини, на яких було викладено римське гірниче право . Цей унікальний історичний документ затверджував не тільки виробничі відношення та права гірничої власності свого часу, але й регламентував технічну діяльність, пов'язану із забезпеченням стійкості гірничих виробок і безпекою робіт. Така увага була приділена не стільки турботі за життя й здоров'я рабів, зайнятих на гірничих роботах, скільки необхідності безперебійної роботи шахт.
Іспанські рудники римлян відрізняла розвинута система водовідливу. Тут вперше подолали до того непереборну перешкоду для гірничих робіт — притік підземних вод. Римський архітектор і інженер Вітрувій залишив описи спеціальних водопідйомних і водовідливних устаткувань, сконструйованих у вигляді коліс та архімедового гвинта, а історики Страбон і Діодор оповіли про широке застосування таких пристроїв у римських рудниках в Іспанії . Діодор при цьому повідомляє, що гвинтові водовідливні машини були розроблені Архімедом, який використав принципи зрошувальних пристроїв давніх єгиптян. У другій половині XIX ст. при веденні гірничих робіт на рудниках Іспанії та Португалії були виявлені рештки численних водовідливних пристроїв римського часу (рис…). Такі колеса, діаметр яких становив більше ніж 4 м, були справжніми шедеврами теслярського мистецтва. На руднику у Сан Домінго було встановлено 14 водовідливних коліс, розташованих одне за одним, які підіймали воду із водозбірні на висоту понад 40 м. Слід відзначити, що силовим рушієм усіх цих машин були люди. Мускульна сила рабів забезпечувала рух водовідливних і підйомних пристроїв (рис…, рис…). Про масове використання дешевої робочої сили на іспанських рудниках римської доби повідомляє давньогрецький історик Полібій, відзначаючи, що на шахтах Нового Карфагену постійно працювали понад 40 тис. осіб.
Не дивлячись на величезну концентрацію трудових ресурсів на Півдні Іспанії, обсяги видобутку не задовольняли непомірні потреби Риму в дорогоцінних металах. З метою інтенсифікації гірничих робіт римські інженери розробили й впровадили у північно-західній частині Іспанії грандіозні проекти руйнування гірських масивів за допомоги водних потоків. Ці проекти ввійшли в історію під назвою «римський спосіб розробки», який поєднував риси гідравлічної, підземної та відкритої (розсипної) розробки родовищ і полягав у наступному.
До місць, що лежали вище рівня розробки, підводили канали (акведуки), вода яких наповнювала розташовані на узвишші резервуари й стрімко скидалася з висоти на гірський масив, утворюючи розмиви (яруги). У боках утвореного яру (кар'єру) вели розробку поверхневою системою стволів і штолень, довжина яких становила десятки метрів (в окремих випадках 200—300 м). Штольні розміщували на відстані 10—15 м одна від одної, утворюючи фронт розробки шириною близько 150 м. Виробки збивали між собою сполучними ходами, залишаючи при цьому цілики мінімально можливих розмірів. Наступним етапом проводили обвал виробок і руйнування гірського масиву, для чого підрубували у виробках опірні стояки, а водні потоки спрямовували у шахтні стволи, що призводило до розмиву ціликів і «осіданню» породного масиву. На породний обвал із розташованих на вершині гори резервуарів знову скидали водний потік, який розмивав і захоплював з собою уламки порід. Збираючи уламкові продукти у спеціально створених ровах, за допомогою технології промивання відділяли крупинки золота від пустої породи. Описані гідрокомплекси римлян отримали назву «арругії» («arrugias»).
Перші арругії передбачали руйнування масиву за допомогою підземної розробки гірського масиву з наступним його розмивом. Ось як описує римський спосіб розробки письменник Пліній, який спостерігав його на власні очі. «По закінченню робіт (по спорудженню стволів, штолень і збійок) опори склепінь підрубують, починаючи з внутрішніх. Гора зачинає осідати, і тільки сторож на її вершині помічає це. Він криком і знаками викликає робочих і в той же час сам тікає з гори. Гора валиться з таким тріском, який людині важко й уявити. Переможці серед неймовірного шуму й вітру дивляться на руїну природи. Але золота ще немає! Бо коли копали виробки, то ще не знали, чи знайдуть його…
Після цього приходить нова праця, пов'язана з іще більшими витратами. Для промивання руїн підводять річки з гірських вершин, іноді з відстані сотні миль. І тут тисяча робіт! Скат повинен бути дуже крутим, щоб вода скоріше падала, аніж текла, тому вона проводиться по найбільш високих місцях, а полонини й інші перешкоди долаються трубами, що тримаються на опорах. В інших місцях прорубують непрохідні скелі. Ті, хто їх прорубує, висять на канатах і здалеку виглядають навіть не тваринами а птахами. Висячи, вони вимірюють схил і проводять лінії, що вказують напрямок. Там, де звичайна людина не знаходить місця, щоб поставити ногу, вони проводять річки.
Мулиста вода невигідна для промивання золота; мул цей називають уріум. Щоб уникнути уріуму, водопровідні канали прокладають по скелям і каменям. На початку скату, з краю гори викопують басейни шириною у 200 ступнів і глибиною у 10; вони мають п'ять шлюзів розміром у 3 ступні. Коли басейн заповнюють, заслони вибиваються, і струмені води летять з такою силою, що руйнують величезні кам'яні брили».
Про масштаби гірничих робіт свідчить величезна кількість винесеної водними потоками пустої породи. Пліній зауважує, що завдяки цій породі Іспанія «далеко розширила свої береги». У XIX ст., коли були віднайдені записи Плінія, їх визнали вигадкою, оскільки масштаби описаних гірничих робіт здавалися неймовірними. Дослідження районів давніх арругій, проведені у ХХ ст. (К. Домергуе, Р. Матіас та ін.), а також супутникові та аерофотознімки залишок гідравлічних розробок підтвердили достовірність застосування «римського способу».
Найбільш вартим уваги прикладом римських арругій залишаються розробки в Лас Медулас (провінція Леон, Північно-Західна Іспанія). Вони являють собою залишки системи з восьми каналів (акведуків), що подавали воду до штучних озер (резервуарів), розташованих над зоною гірничих робіт. Протяжність збудованих каналів становила від 10 до 95 км (сумарна 590 км). Маршрут їх проведення опоясував гірський масив, а в окремих випадках проходив крізь скелі, що потребувало спорудження тунелів . Римський спосіб отримав в Лас Медулас назву «затишшя перед бурею». «Затишшя» відповідало періоду накопичення води в резервуарах, а «буря» — стрімкому скиданню води. Перше опорожнення резервуарів забезпечувало змив порід поверхні й оголення жильних родовищ. Подальша їх розробка велась традиційним шахтним способом за допомогою кайла, гірничого долота й молотка. Наступним разом сила води використовувалась, щоб видалити відпрацьовану породу, зруйнувати масив й оголити нові багаті поклади. Уламки змитих порід додатково промивали у лотках. Таким чином римляни видобували з родовища до 9 тис. кг золота на рік.
Красномовні сліди використання «римського способу» в Лас Медулас свідчать про колосальні масштаби розробок, що залишили після себе безплідними величезні території, прилеглі до гірничих масивів. За оцінкою проф. А. Беллідо, об'єми зруйнованих порід сягали на північному заході Іспанії близько 500 млн м3 і забезпечили видобуток понад 1,5 тис. т золота!
На прикладі «римського способу» спостерігаємо, що характеристика діяльності людства як нової геологічної сили, яку обґрунтував В. І. Вернадський, була актуальною вже з часів античності.
Характерним прикладом римських арругій є також розробки золота в Долокоті (Огофау) у Південному Уельсі. Етапи розвитку комбінованих гірничих робіт на цьому родовищі наведено на рис… Залишились свідоцтва про використання «римського способу» в горах Боснії під час правління імператора Нерона.
Разом з арругіями римляни продовжували широко використовувати традиційні способи підземної розробки, які приносили величезні багатства власникам рудників. За історичними свідоцтвами, краще за інших використав золоторудні родовища для власних потреб Гай Юлій Цезар, який протягом двох років був намісником Риму в Іспанії. Оцінивши можливості гірництва для швидкого збагачення, він підкорив кельтські племена Центральної Європи, які розробляли альпійські золотоносні жили й розсипи. В руднях і копальнях кельтів з'явилися спеціальні стели, які стверджували право римської окупації (рис…). В середині I ст. до Р. Х. із Галії було вивезено стільки золота, «що воно на чверть впало в ціні по відношенню до срібла».
Перемога імператора Траяна над даками, дозволила римлянам захопити багату поліметалічними рудами Трансільванію. У Залатні було утворене римське управління золотими руднями Дакії й заснована приватна компанія по їх розробці. Одним із найбільш потужних центрів дакійського гірництва став Вереспатак (Верошпатак), більш відомий зараз під румунською назвою Рошія-Монтане (поблизу м. Абруд у Румунії), який розроблявся до кінця ХХ ст. (рис…). Тут були виявлені сліди значних гірничих робіт римського часу, а у виробках знайдені численні знаряддя праці гірників і чудово збережені глиняні світильники, прикрашені зображенням сови.
В. І. Вернадський, характеризуючи найпотужніші родовища, що давали золото і срібло протягом багатьох сторіч, визначив штокверк Вереспатак таким, що «весь час давав електрум разом із самородним золотом» . Це родовище успішно експлуатувалося даками задовго до римлян. Після 106 р. (захоплення Римом) воно дало понад 250 т золота. Видобуток золота й срібла в Трансільванії вели також в районі Байя-Маре, де діяв монетний двір, причому римські золоті монети Дакії були відомі на просторах усієї імперії.
У I ст. нашої ери одним з центрів видобутку золота римлянами стають Боснійські рудні гори. Серед найбільш багатих родовищ відзначають гору Далмацію, рудники якої інтенсивно експлуатувались близько 50 років. Вважають (Х. Квирінг), що саме тут вперше у Європі було використано спосіб амальгамації (діставання золота з рудного концентрату за допомоги ртуті) . Згідно з описом Плінія, руду, що містила золото, щільно подрібнювали та змішували з ртуттю, яка розчиняла золото, після чого тверду породу відділяли від рідини металів шляхом їх фільтрації через шкіряний (замшевий) фільтр, а золото отримували із амальгами через випарювання ртуті.
Ртуть була добре відома античним вченим. Її згадують в своїх працях Аристотель, Теофраст, Пліній, Вітрувій, Діоскорид. Латинська назва цього металу, введена лікарем Діоскоридом, «гідраргірум», тобто «срібна вода». Ртуть добували поблизу іспанського селища Альмаден (сучасна провінція Сьюдад-Реаль), на найбільшому в світі родовищі, яке експлуатувалося з IV ст. до Р. Х. до наших часів . Рудоносна товща (40—60 м) складалася з трьох пластів рудних кварцитів (товщиною 4—12 м), що залягали майже вертикально й сходилися в одно ціле на глибині. Добували як самородну ртуть, яка стікала на підошву експлуатаційних виробок, так і вмісні руди (кіновар). Протягом багатьох сторіч альмаденські рудні були єдиним у Європі місцем промислової розробки ртуті (майже безпрецедентний випадок в історії гірництва), що свідчить про виняткове значення цього родовища. Використання ртуті в процесі вилучення золота з руд значно підвищило можливості додаткового отримання дорогоцінного металу й дозволило видобувати менш багаті руди. Поруч з амальгамацією, поширювалась технологія купеляції (відділення срібла від свинцю й домішок при окиснювальному плавленні), що сприяло масштабній розробці свинцево-срібних руд.

## Значення металургії доби Античності
Підсумовуючи гірничу діяльність доби Риму, можна відзначити, що на поліметалічних рудниках постійно було задіяно до 80 тис. гірників (переважно рабів). Обсяги вироблення свинцю щорічно становили близько 60 тис. т, срібла — близько 200 т (на 1 кг срібла припадало до 300 кг свинцю). Така інтенсивна промислова діяльність впливала не тільки на соціальні аспекти суспільного життя, але й на екологічний стан довкілля. Експериментальні плавлення свинцевих руд свідчать, що близько 5 % свинцю викидалося з печей у атмосферу у вигляді мікроскопічних часток (аерозолів), які розносилися рухом повітря на великі відстані. Як показало буріння крижаного щита Гренландії (дослідження Гренобльського університету, Франція), ті його шари, які відклалися в часи існування Римської Імперії, виявилися сильно забруднені свинцем. Його концентрація в 4 рази перевищувала природний рівень. Прикметно, що таке забруднення атмосфери Землі було знов досягнуте лише наприкінці XIX ст. Це підкреслює масштабність гірничо-металургійних робіт античності та наявність поважних екологічних проблем, з якими людство вперше зіткнулося вже у римську епоху (варті уваги численні свідоцтва лікарів античності про хвороби, причини яких пов'язані з попаданням в організм свинцю). Значне скорочення промислового виробництва, пов'язане з розпадом Римської імперії, чітко простежується за різким зниженням концентрації свинцю у крижаному щиті Гренландії.